# Massacre de Kingsmill
Pour les articles homonymes, voir Kingsmill.
Le massacre de Kingsmill eut lieu le 5 janvier 1976 près du village de Kingsmill, au sud du comté d'Armagh, en Irlande du Nord. Des miliciens armés arrêtèrent onze ouvriers protestants circulant en minibus, les alignèrent à côté de ce dernier et les abattirent, épargnant un douzième occupant du bus, catholique. L’un des ouvriers pris pour cible survécut bien qu'ayant reçu dix-huit balles. Le South Armagh Republican Action Force revendiqua les faits peu après et déclara avoir agi en représailles contre le massacre de Reavey et O'Dowd le soir précédent, qui avait vu la mort de cinq civils catholiques. Il s’agit du dernier épisode d’une série d’attaques et de ripostes dans la région au milieu des années 1970, et du plus meurtrier.
En 2011, un rapport de l’Historical Enquiries Team conclut que les auteurs étaient membres de l’IRA provisoire malgré un cessez-le-feu déclaré et que la tuerie avait été préparée avant les massacres de la veille,,. 

## Historique
Le 10 février 1975, l’IRA provisoire et le gouvernement britannique convinrent d’une trêve et entamèrent des négociations. L’IRA accepta de cesser les attaques contre les forces de sécurité britanniques et ces dernières mirent fin aux raids et fouilles des maisons civiles. Des protestations s’élevèrent parmi les plus radicaux des deux camps tandis que les forces de sécurité unionistes continuèrent à infiltrer l’IRA. Entre le début de la trêve et le massacre de Kingsmill, les paramilitaires loyalistes tuèrent vingt-cinq civils catholiques dans les comtés d'Armagh et de Louth,, alors que les milices catholiques abattirent quatorze civils protestants et seize membres des forces de sécurité.

## Attaque
Le 5 janvier 1976, peu après 17 heures 30, un minibus rouge ramenait seize ouvriers du textile de leur travail à Glenanne à leur domicile à Bessbrook. Cinq d’entre eux étaient catholique, les onze autres étaient protestants. Quatre des catholique descendirent à Whitecross pendant que les autres poursuivirent leur route. Au sommet d’une colline, le bus fut arrêté par un homme en uniforme de l’armée britannique brandissant une lampe-torche. Onze hommes masqués surgirent alors des fourrés. L’un d’eux leur ordonna de s’aligner à côté du bus, puis demandèrent qui était catholique. Richard Hughes, l’unique catholique présent, s’annonça comme tel alors que ses collègues, pensant avoir affaire à une milice loyaliste, tentèrent de l’en dissuader. Hughes reçut alors l’ordre de s’éloigner de la scène et de ne pas se retourner. Immédiatement après, la troupe fit feu sur les ouvriers restants.
L’enquête établit que les victimes furent abattues à l’aide de fusils AR-18 et L1A1, d’un pistolet 9 mm et d’une carabine M1. Un total de 136 balles furent tirées en moins d’une minute. Lorsque tous furent à terre, l’un des tireurs s’affaira à les achever chacun d’une balle dans la tête. Dix moururent sur place tandis qu’un seul, Alan Black, survécut malgré dix-huit balles reçues. Hughes parvint à obtenir l’aide de passagers d’une voiture, qui l’emmenèrent au poste de police de Bessbrook. Alan Black fut, quant à lui, secouru par un couple qui passait près de la scène du massacre. Deux victimes étaient tellement défigurées que leurs proches ne purent les identifier formellement.

## Auteurs
Le lendemain, un appel téléphonique anonyme revendiqua la tuerie au nom de la South Armagh Republican Action Force et allégua qu’il s’agissait de représailles contre les événements de la veille. Il déclara qu’il n’y aurait pas d’autres exactions de leur part si les loyalistes mettaient fin à leurs attaques et dénia tout lien avec l’IRA. 
L’IRA, pour sa part, communiqua le 17 janvier 1976 en niant toute responsabilité. L’Historical Inquiries Team, dans son rapport de 2011, affirme toutefois que le South Armagh Republican Action Force n’était qu’une couverture de l’IRA provisoire, sans nier le fait que cette dernière s’était probablement laissée déborder par ses éléments les plus extrémistes. Le porte-parole du Sinn Féin, Mitchel McLaughlin, déclara qu’il ne remettait pas en question le caractère sectaire de la tuerie mais qu’il pensait sincèrement que l’IRA n’était pas impliquée. Dominic Bradley, député du Parti social-démocrate et travailliste, enjoignit au Sinn Féin de reconnaître que les recherches balistiques mettaient clairement l’IRA en cause et à cesser les “dénégations quant aux tueries sectaires organisées par l’IRA à grande échelle.
Selon le journaliste Toby Harnden, les services de renseignement de l’armée britannique conclurent à l’époque que les auteurs étaient des éléments de l’IRA originaires de la région qui avaient agi en dehors de la structure de commandement habituelle de l’organisation. Il cita également un témoin disant avoir appartenu à la brigade d’Armagh Sud, le milicien M, selon qui des membres de l’IRA reçurent l’ordre de leurs supérieurs de perpétrer la tuerie. Harnden suggère que le chef d’état-major Séamus Twomey, sur le conseil de Brian Keenan, voulait des représailles disproportionnées à l’encontre de protestant pour dissuader les loyalistes de continuer à tuer des catholiques. D’après l’informateur de l’IRA Sean O'Callaghan, “Keenan pensait que le seul moyen de montrer que ces attaques étaient un non-sens était d’agir de façon nettement plus forte et barbare qu’eux”. O’Callaghan rapporte toutefois que Twomey et Keenan ne consultèrent pas le conseil militaire de l’IRA avant de prendre leur décision. Deux fusils AR-18 utilisés ce jour-là furent retrouvés par l’armée britannique dans un mur près de Cullyhanna. Les recherches balistiques établirent des liens avec dix-sept autres tueries dans la région d’Armagh Sud entre 1974 et 1990. 
En 2012, le Sunday World s’est procuré un document secret de la Police militaire royale, qui permettrait d’affirmer que le tireur ayant achevé les victimes aurait pu être arrêté cinq mois après les faits. Ce dernier, surnommé “P” aurait été blessé par des soldats britanniques près de Newry, le 25 juin 1976. Il serait parvenu à fuir en république d’Irlande et se serait fait soigner à l’hôpital du comté de Louth alors que ses trois complices, dont Raymond McCreesh, étaient arrêtés. Deux d’entre eux auraient brisé la loi du silence imposée par l’IRA et désigné “P” comme le quatrième homme de leur expédition. Quatre armes furent saisies à l’occasion, dont deux qui avaient servi lors du massacre de Kingsmill. Le document révèle que tant l’armée britannique que la police royale de l'Ulster savaient où P se trouvait mais ne demandèrent pas son extradition, ce qui porterait à croire qu’il s’agissait d’un agent britannique. Personne ne fut inculpé en relation avec le massacre de Kingsmill.

## Réactions et suites
Deux jours après la tuerie, le Premier ministre Harold Wilson annonça que le Special Air Service stationnerait dorénavant dans le sud du comté d’Armagh. Pour la première fois, un officiel reconnaissait la présence du SAS en Irlande du Nord bien que, selon l’historien Richard English, il s’y trouvait depuis bien plus longtemps: 1971 selon l’IRA provisoire, encore plus tôt selon d’ancien soldats y ayant servi.

### Réactions loyalistes
Il n’y eut pas de réplique immédiate de la part des paramilitaires loyalistes. Toutefois, en 2007, il apparut que des membres du gang de Glenanne, un groupuscule de l’Ulster Volunteer Force, avaient projeté de tuer au moins trente écoliers catholiques en représailles,. L’opération fut annulée à la dernière minute par le commandement de l’UVF à Belfast, qui craignait de perdre le soutien de la population protestante, voire de mener le pays à la guerre civile. Un autre gang de l’UVF, les Shankill Butchers, planifia également des représailles. Dans la semaine suivant la tuerie, Lenny Murphy, chef du groupe, prévoyait d’attaquer un camion transportant des ouvriers catholiques dans l’ouest de Belfast. Le plan fut abandonné après que le convoi eut changé de route et de moyen de transport.

### Réactions républicaines
L’IRA dénia toute implication. Bien que plusieurs éléments permettent de soupçonner des commandants de l’IRA, d’autres leaders républicains condamnèrent la tuerie. D’après l’informateur Sean O’Callaghan, Gerry Adams aurait affirmé, lors d’une réunion du conseil militaire, qu’il n’y aurait jamais d’autre Kingsmill. 
Toby Harnden rapporte que des miliciens originaires d’Armagh Sud, avec qui il s’est entretenu à la fin des années 1990, condamnaient généralement le massacre. L’un d’eux, le milicien M, aurait affirmé qu’il s’agissait d’une réaction impulsive et mauvaise au massacre de la veille. D’autres, comme le républicain Peter John Caraher, reportèrent la responsabilité sur ceux qui avaient tué les frères Reavey la veille, affirmant que cela avait mis fin aux attaques visant des civils catholiques.

### Défilé de commémoration et controverse
En février 2012, le Families Acting for Innocent Relatives (FAIR) projeta d’organiser une “marche pour la justice”, au cours de laquelle les familles des victimes, accompagnées de onze groupes loyalistes, suivraient la route empruntées par les ouvriers le soir du massacre. Cela impliqué de passer à travers le village nationaliste de Whitecross et près des maisons de la famille Reavey, dont les trois frères avaient été tués la veille du massacre. Plus de deux cents personnes, dont les représentants locaux du Sinn Féin et du Parti social-démocrate et travailliste, s’y opposèrent, disant que cela provoquerait des tensions sectaires dans la région. La Commission des défilés donna son accord à condition qu’il n’y ait ni fanfare, ni drapeaux, bannières ou banderoles. Un pasteur membre du FAIR reçut des menaces de mort. La marche fut finalement reportée, une décision accueillie favorablement par les membres locaux du Sinn Féin et certains membres du Parti unioniste d'Ulster.

### Mémorial vandalisé
Le 30 novembre 2012, le mémorial aux victimes, encore en construction, fut vandalisé et couvert de graffitis. La branche locale du parti unioniste dénonça également des intimidations à l’encontre des ouvriers travaillant à la construction. Dominic Bradley, membre local du PSDT, dénonça également les auteurs, les accusant de vouloir ranimer les haines sectaires réciproques.